# (16631) 1993 OY3
A (16631) 1993 OY3 a Naprendszer kisbolygóövében található aszteroida. Eric Walter Elst fedezte fel 1993. július 20-án.